# Otello Guidi
Otello Guidi (Roma, 27 gennaio 1907 – Roma, 29 gennaio 1989) è stato un cittadino romano il cui nome è iscritto nell’Albo dei Giusti tra le nazioni a Yad Vashem per la sua opera a favore degli ebrei durante l’Olocausto.

## La storia
Tutto comincia quando Otello Guidi, cattolico, si innamora di una giovane ebrea, Samuela (Lella) Tedesco. Entrambi sono di Roma. Ma è il 1940: le leggi razziali fasciste impediscono l'unione. I due potranno sposarsi solo nell'estate del 1943, alla caduta del regime fascista.
Con l'8 settembre 1943 e l'occupazione tedesca la situazione precipita, non per la coppia e la loro bambina, protetti dalla loro condizione “mista”, ma per la famiglia della moglie, a immediato rischio di deportazione. Otello accoglie l'intero parentado (13 persone) nella sua casa nel centro di Roma, un modesto appartamento di due stanze.
La rete di solidarietà si estende rapidamente all'intero palazzo, i cui inquilini proteggono attivamente i componenti del gruppo, ospitandoli a più riprese nei loro appartamenti. L'intero gruppo sopravviverà al periodo dell'occupazione tedesca ad eccezione del fratello di Lella, Cesare Tedesco, che riconosciuto per strada da un delatore sarà arrestato e perirà nell'eccidio delle Fosse Ardeatine.
La cerimonia per il conferimento alla memoria del titolo di “Giusto tra le nazioni” a Otello Guidi si è svolta a Roma l'11 ottobre 2007.